# Protojaniroides ficki
Protojaniroides ficki är en kräftdjursart som först beskrevs av Chappius och G. Delamare1957.  Protojaniroides ficki ingår i släktet Protojaniroides och familjen Protojaniridae. Inga underarter finns listade i Catalogue of Life.